# JR西日本ホテルズ
JR西日本ホテルズ（ジェイアールにしにほんホテルズ）は、西日本旅客鉄道（JR西日本）傘下の株式会社ジェイアール西日本ホテル開発（京都府京都市下京区）及び関連企業の手がけるホテルチェーンの総称。JRホテルグループ所属。

## 概要
シティホテルの「ホテルグランヴィア」シリーズをメインブランドとしてJR西日本管内のターミナル駅で展開している。グランヴィアブランドのホテルのうち、最初から「グランヴィア」として開業したのは京都と岡山（ただし、岡山は現ホテルに建て替えられる前に岡山ターミナルホテルと呼ばれる前身ホテルがあった）のみで、その他はそれぞれ「○○ターミナルホテル（○○には地名が入る）」と称していた。他にも、宿泊特化型の「ホテルヴィスキオ by GRANVIA 」ブランドも展開している。
原則としてジェイアール西日本ホテル開発及びその子会社が運営しているが、奈良ホテルはJR西日本の子会社である株式会社奈良ホテル（奈良県奈良市）が運営し、同ホテルの歴史的経緯から近鉄・都ホテルズ（近畿日本鉄道系）とも提携している（2018年8月末までは近鉄グループホールディングスも出資していた）。
2025年、同年7月1日をもってジェイアール西日本ホテル開発完全子会社の3社（ホテルグランヴィア岡山、ホテルグランヴィア広島、尼崎ホテル開発）と奈良ホテルがジェイアール西日本ホテル開発に吸収合併され、さらに同年10月1日をもってJTBとの合弁だったホテルグランヴィア大阪がジェイアール西日本ホテル開発に吸収合併されることにより、JR西日本ホテルズの運営会社はジェイアール西日本ホテル開発と、他社合弁の（株）和歌山ターミナルビル、及び（株）JR西日本ホロニック（梅小路ポテル京都を運営）に集約されることになる。
なお、ビジネスホテルチェーンの「ヴィアイン」は同じJR西日本系列ではあるが、別企業であるJR西日本ヴィアイン（ジェイアール西日本デイリーサービスネット子会社）の運営であり、JR西日本ホテルズ及びJRホテルグループに加わっていない。ただし、広告出稿やキャンペーンについては共同で実施することがある。また、JR西日本中国メンテックが運営していたビジネスホテル「グリーンホテル米子」（JR西日本系列を離脱）やジェイアール西日本ウェルネットが運営していた「JRくろしお荘」（2019年閉館）、JR西日本ファーストキャビンが運営していた「ファーストキャビンステーション」（2020年閉館）もJR西日本ホテルズ・JRホテルグループには属していなかった。

## グループホテル
2025年4月現在、以下の13のホテルから構成されており、ほとんどのホテルはJR西日本管内の主要ターミナル駅に直結、または隣接している。※印はジェイアール西日本ホテル開発の子会社が運営。
ホテルグランヴィア
- ホテルグランヴィア京都（京都市下京区、京都駅直結）
- ホテルグランヴィア大阪※（大阪市北区梅田、大阪駅直結サウスゲートビルディング）
- ホテルグランヴィア和歌山※（和歌山県和歌山市、和歌山駅直結和歌山ターミナルビル）
- ホテルグランヴィア岡山（岡山市北区、岡山駅直結）
- ホテルグランヴィア広島（広島市南区、広島駅直結（駅北口西側））
- ホテルグランヴィア広島サウスゲート（広島市南区、広島駅直結minamoa高層階（駅南口西側、2025年3月24日開業））

ホテルヴィスキオ by GRANVIA
- ホテルヴィスキオ尼崎 by GRANVIA（兵庫県尼崎市、JR尼崎駅隣接） - 2018年6月6日に現在のホテル名にリブランド。開業当初は「ホテル『ホップイン』アミング」の名称でキリンホールディングス傘下のキリンホテル開発が運営していた（2009年に事業譲受）。
- ホテルヴィスキオ大阪 by GRANVIA※（2018年6月6日オープン） - 旧大阪弥生会館跡地。大阪駅（北口）やJR西日本本社ビルに近接。
- ホテルヴィスキオ京都 by GRANVIA（京都市南区、2019年5月30日開業） - 京都駅八条口（南口）に立地。
- ホテルヴィスキオ富山 by GRANVIA（富山県富山市、富山駅隣接マルート、2022年3月18日開業）

その他
- 奈良ホテル（奈良県奈良市） - 都ホテルズ&リゾーツのホテルでもあったが、2019年4月1日以降はJR西日本ホテルズ単独になった。最寄駅はJR奈良駅ではなく近鉄奈良駅で、観光地の奈良公園とも隣接している。
- 梅小路ポテル京都※ - 京都市下京区・梅小路公園隣接地。2020年10月14日開業。「ポテル (Potel)」は物資や文化の出入り口を語源とする「port」と「hotel」の造語。
- 大阪ステーションホテル、オートグラフコレクション（THE OSAKA STATION HOTEL, Autograph Collection.） - 大阪駅西地区に開発されていた「JPタワー大阪」内に新ブランドホテルとして2024年7月31日に開業。同社としては初のマリオット・インターナショナルのオートグラフコレクションに加盟する。

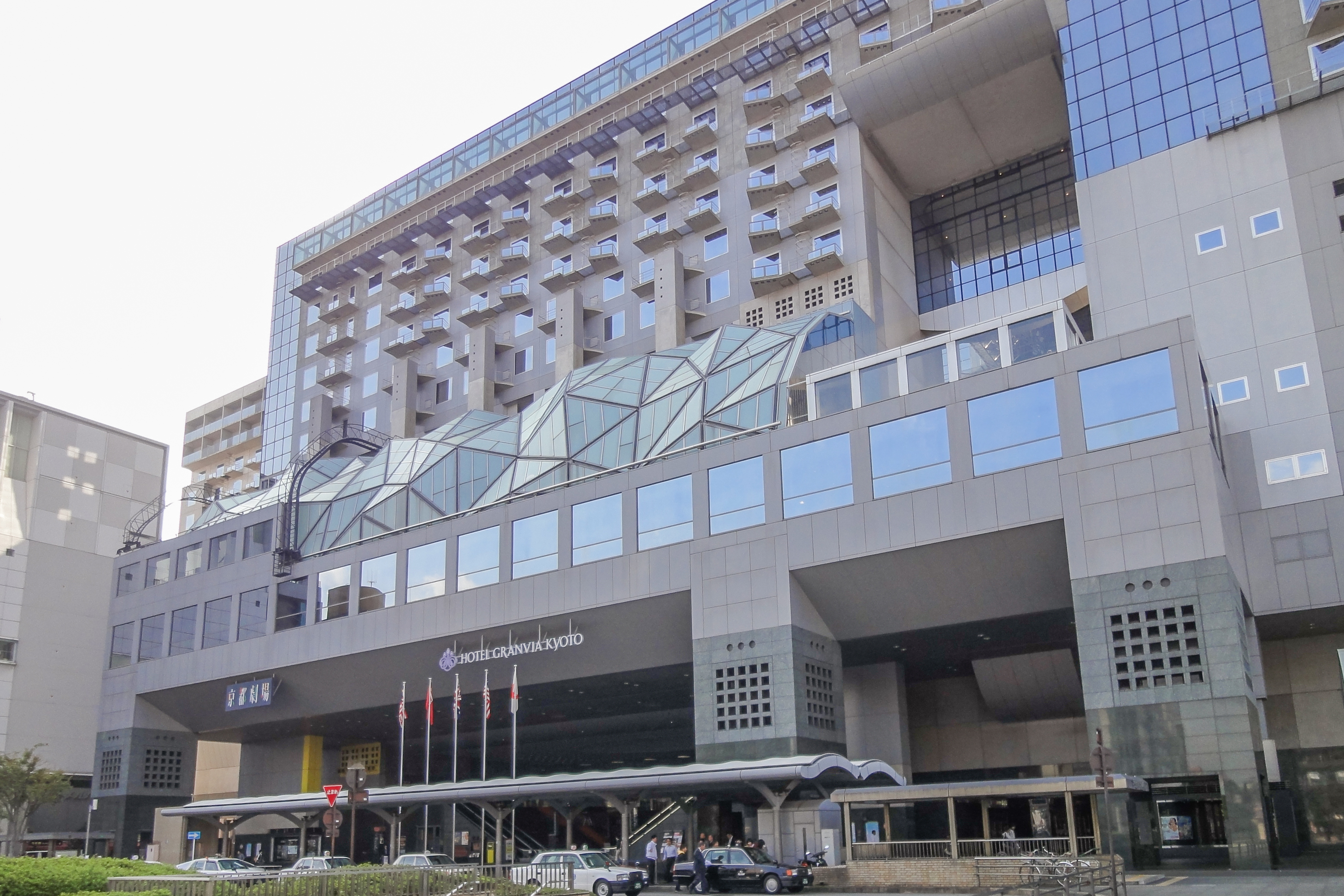
ホテルグランヴィア京都
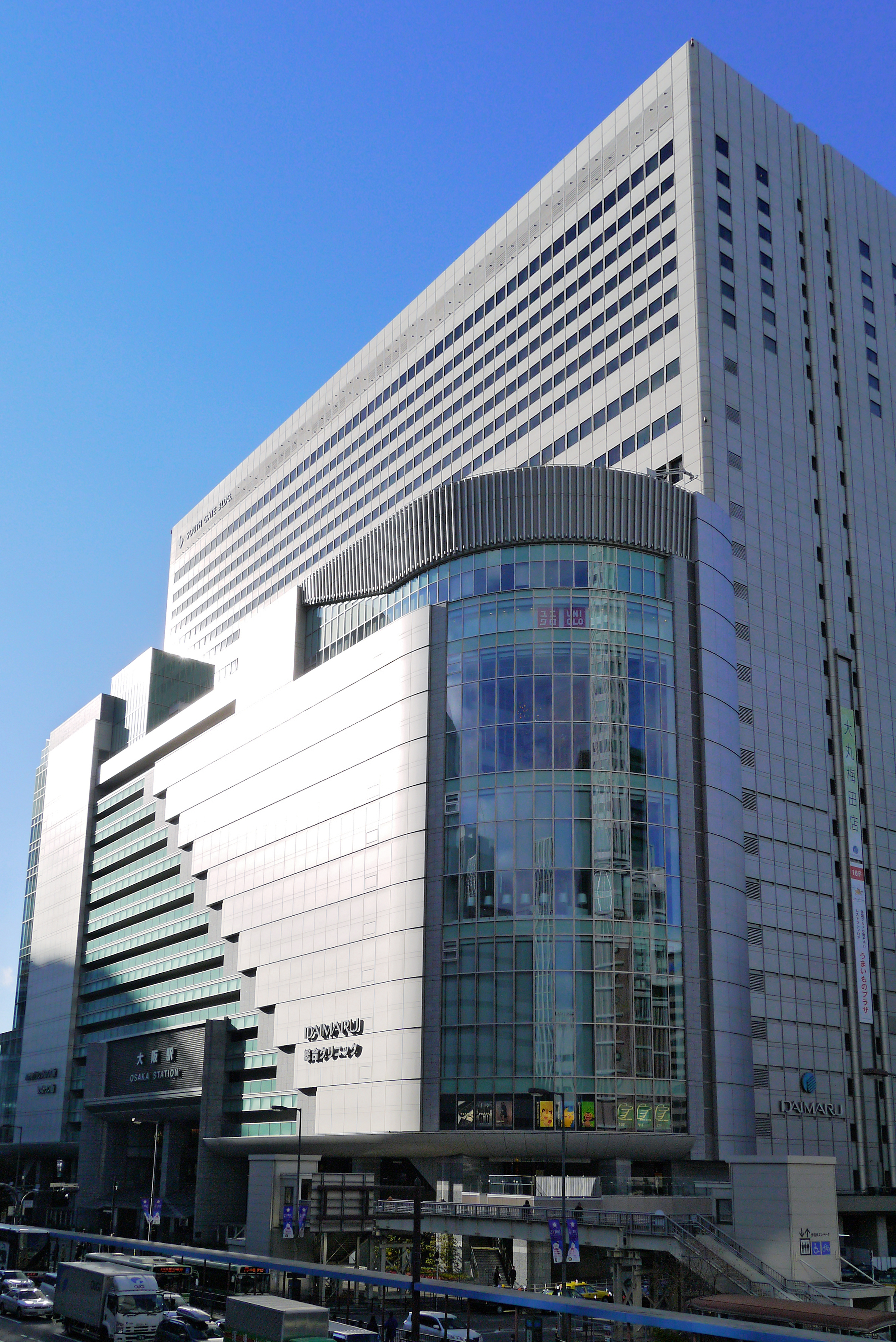
ホテルグランヴィア大阪
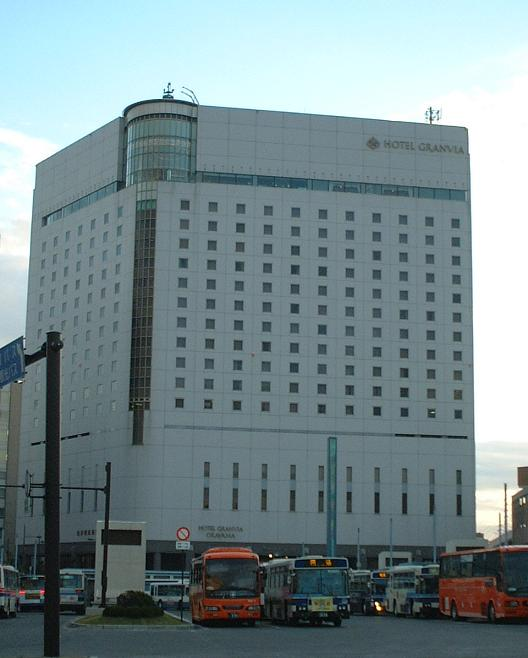
ホテルグランヴィア岡山
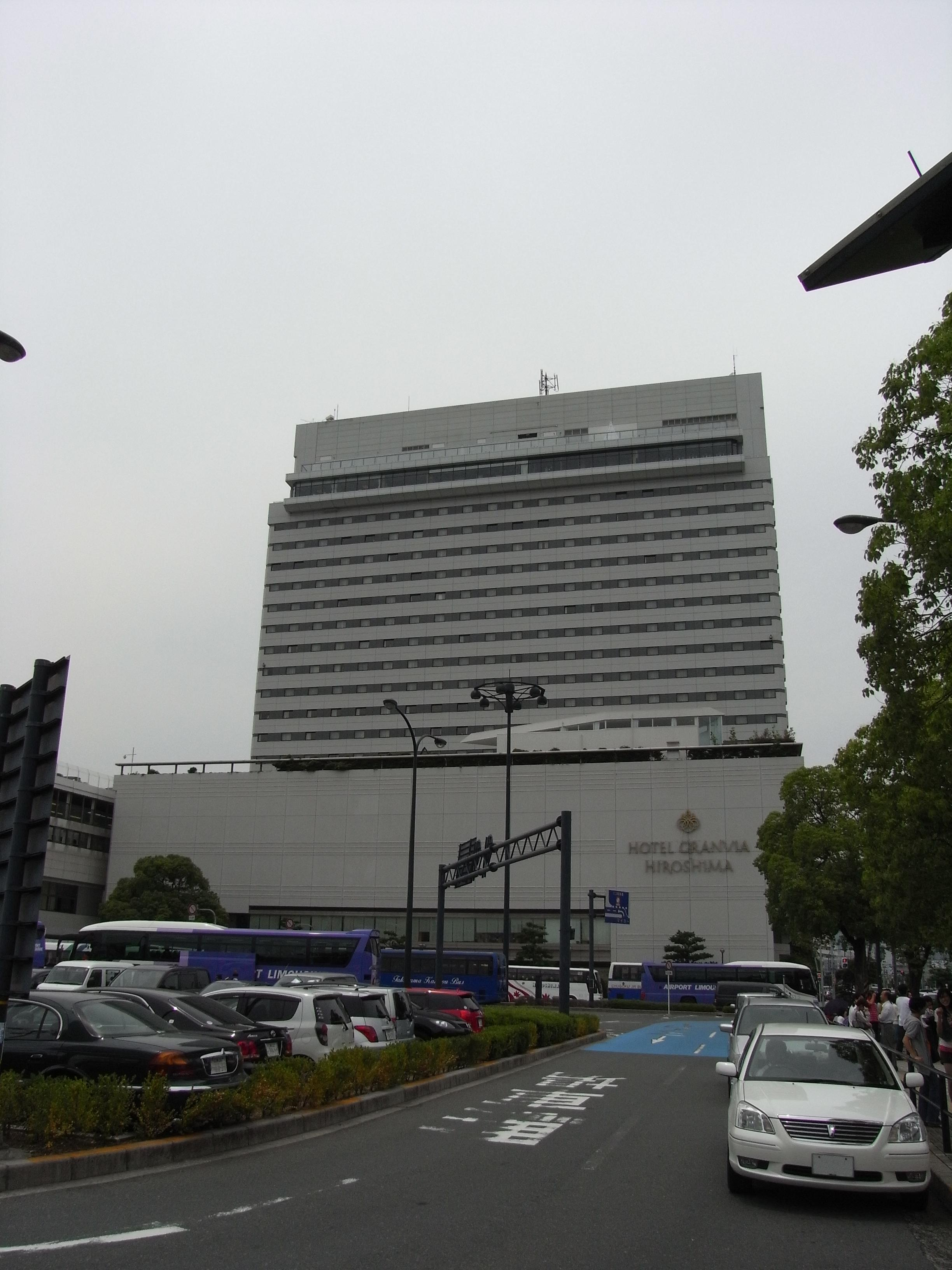
ホテルグランヴィア広島
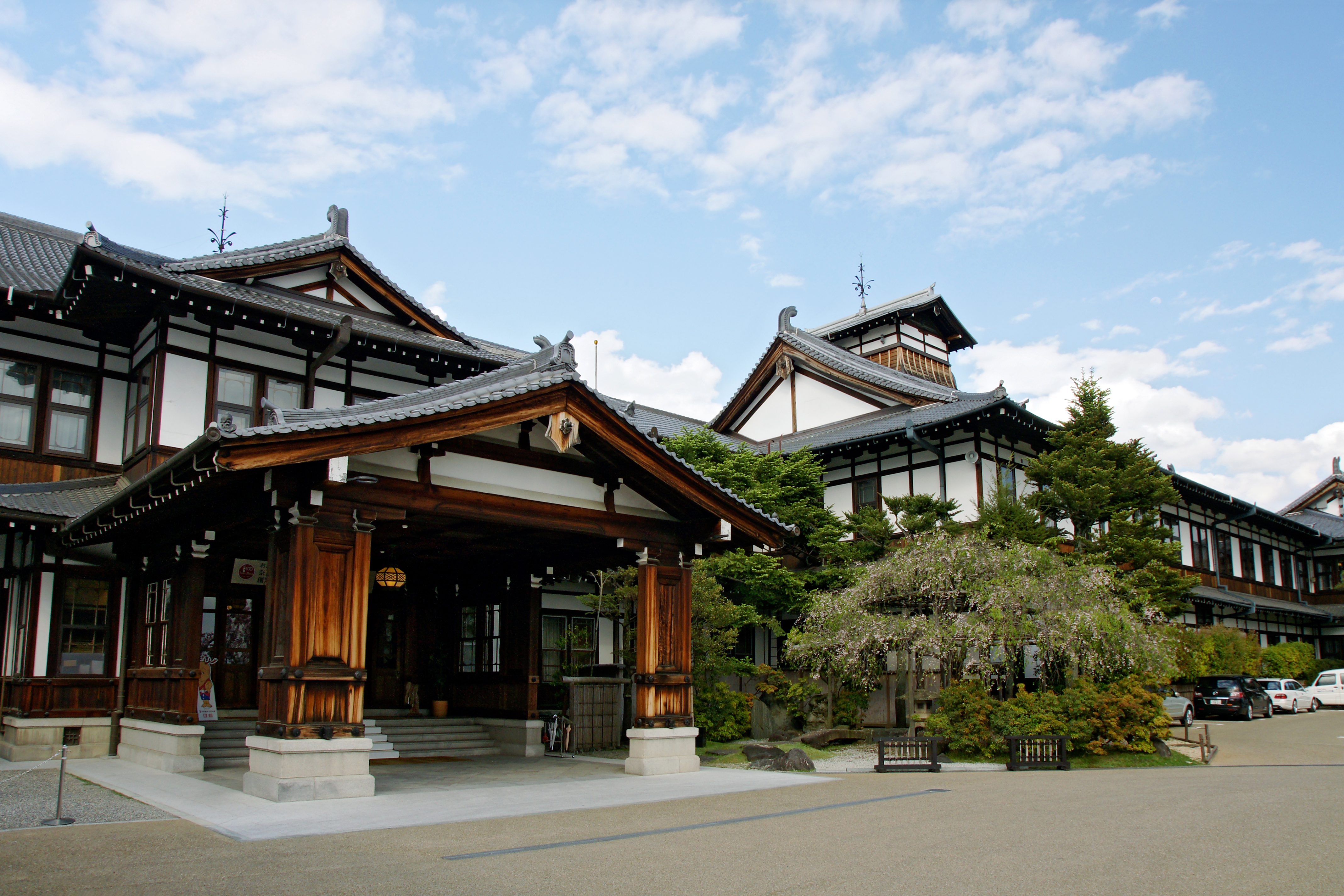
奈良ホテル
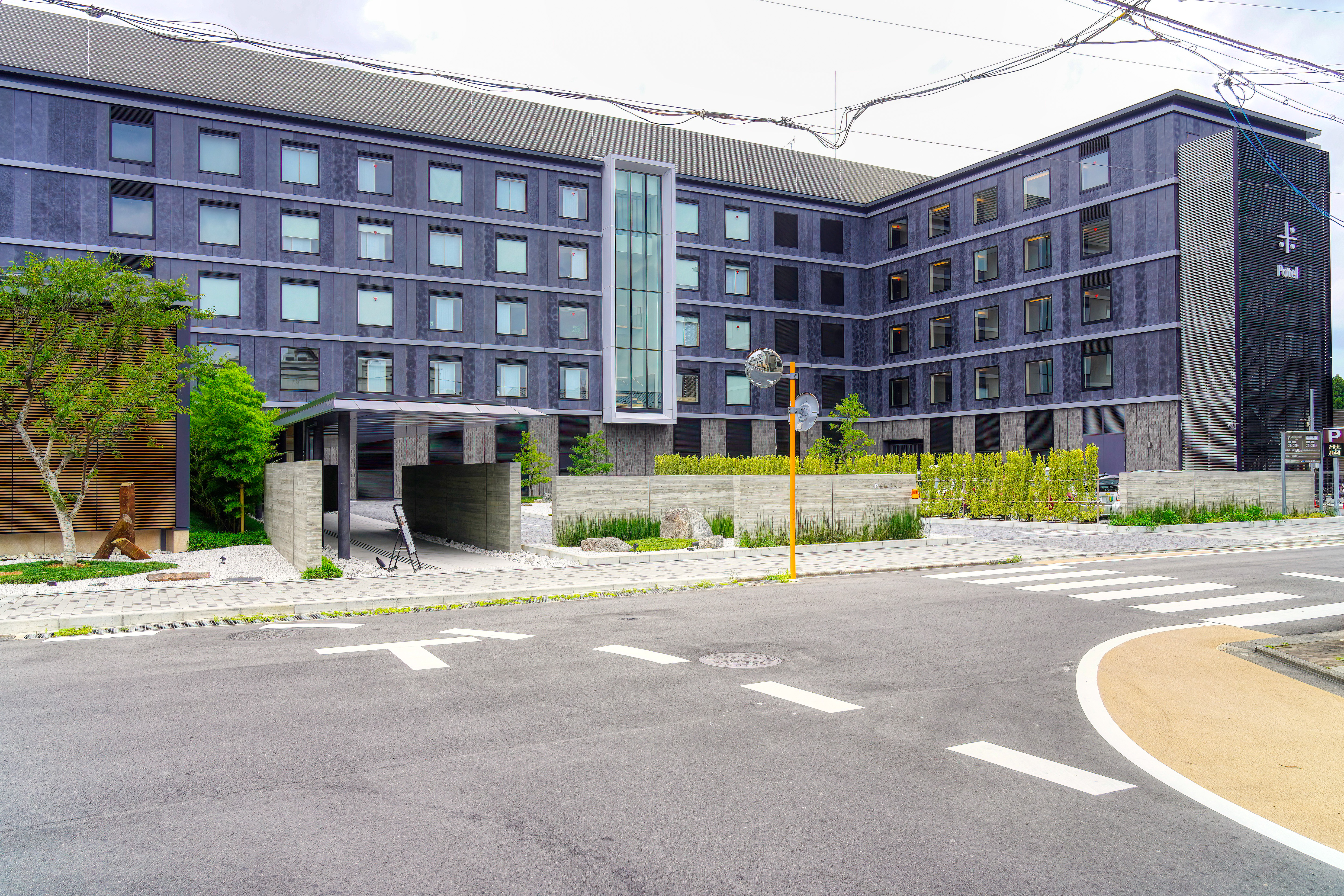
梅小路ポテル京都
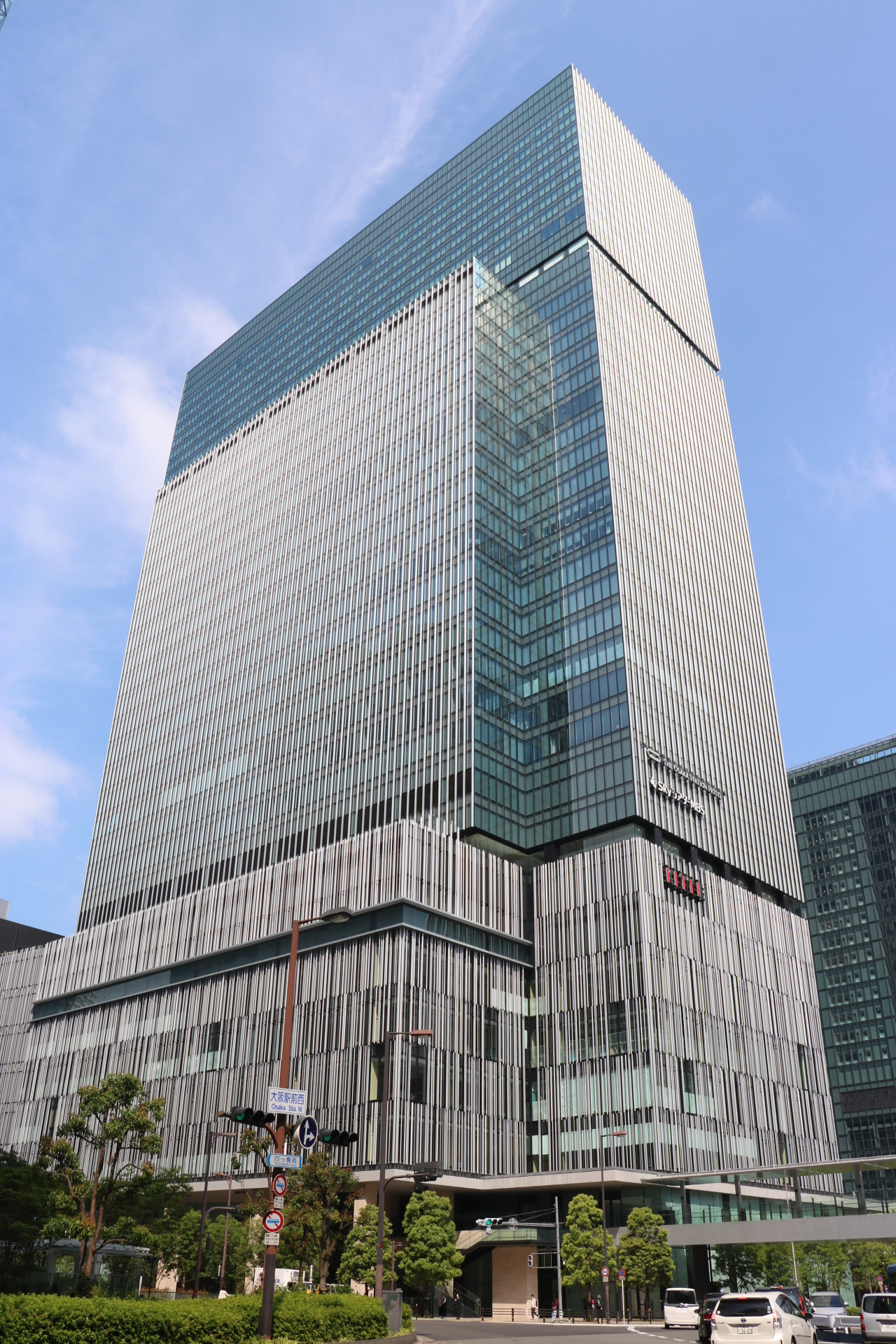
大阪ステーションホテル、オートグラフコレクション

### 過去に運営していた施設
- ホテル倉敷（岡山県倉敷市、倉敷駅直結） - 2010年11月30日をもって営業終了。
- 三宮ターミナルホテル（神戸市中央区、三ノ宮駅直結）- 建替えのため2017年12月31日をもって営業終了。

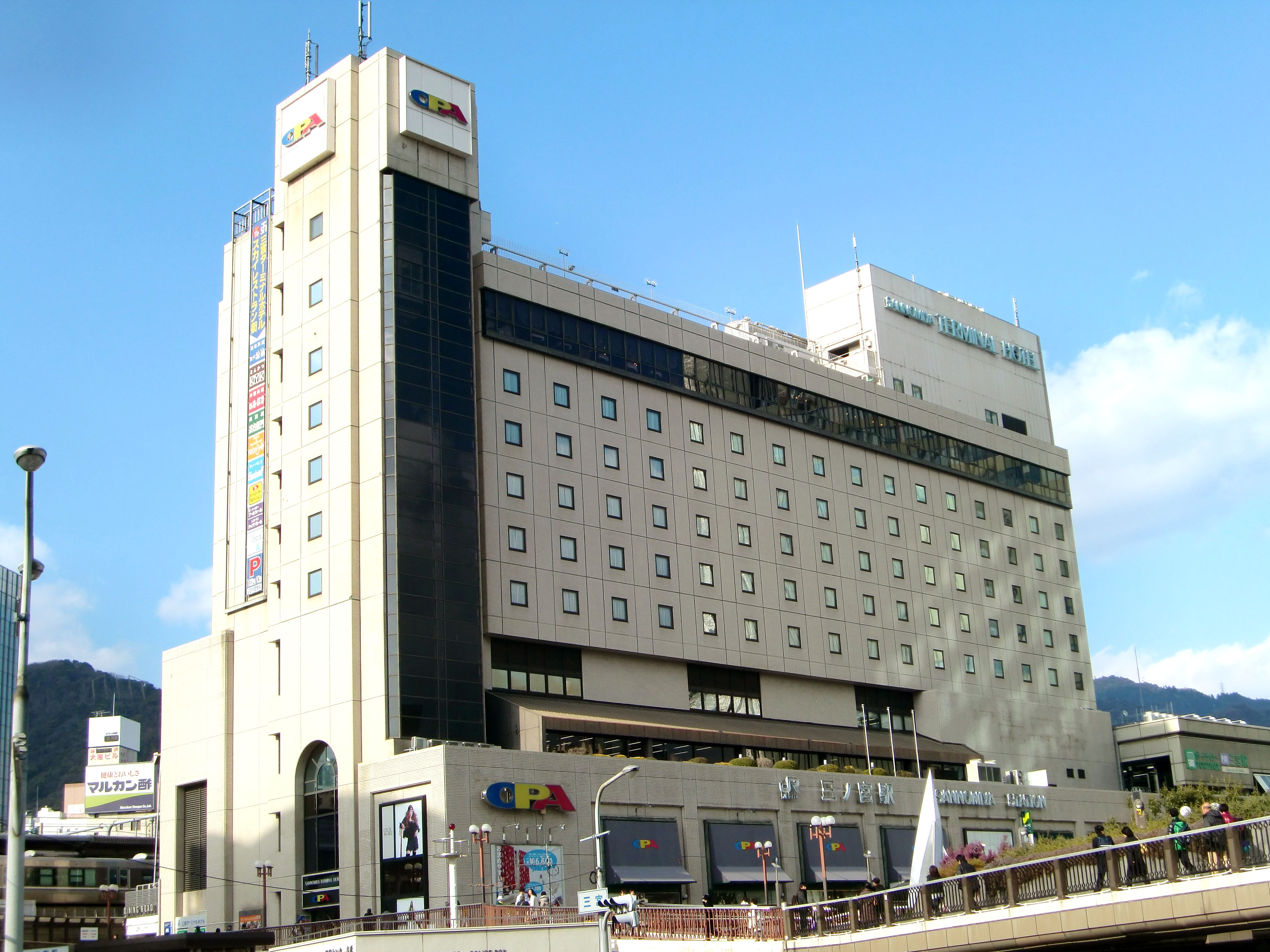
三宮ターミナルホテル

## 会員制度
会員制ポイントカードとして「JR西日本ホテルズカード」がある。以前は、三井住友カード・クレディセゾン（UCカード）・JCBと提携したクレジットカード機能のついたタイプもあったが、親会社のJR西日本が「J-WESTカード」を発行したため、新規発行を停止し、クレジット機能のないタイプのみ発行している。なお、JR西日本ホテルズやヴィアインでは、時折J-WESTカード会員向けの限定企画・特典を用意することがある。
また、2018年6月からはグランヴィアブランド・ヴィスキオブランド・奈良ホテルが東日本・東海・九州の各グループホテル運営会社で組織している「JRホテルメンバーズ」に加入した。これにより、JR西日本ホテルズカードは2018年5月で終了。以降1年間は、JR西日本ホテルズの各ホテルでの残ポイント使用となる。既存の会員については、希望者に対して、「JR西日本ホテルズカード」での登録情報を流用する形式にて「JRホテルメンバーズ」の新規加入を受け付ける案内を送付する予定としている。
2018年6月1日から加盟した「JRホテルメンバーズ」では、貯まったホテルメンバーズポイントを1000ポイント単位で「J-WESTポイント」への移行が可能になる。